# Jean-Guy Brunet
Jean-Guy Brunet (* 26. April 1939 in Sainte-Agathe-des-Monts, Québec) ist ein ehemaliger kanadischer Skirennläufer.
Brunet gehörte in den 1950er und 1960er Jahren der kanadischen Skinationalmannschaft an. Er vertrat sein Land bei den Olympischen Winterspielen 1960 und 1964 sowie bei den Weltmeisterschaften 1962 in Chamonix. Bei diesen Wettkämpfen musste er sich aber jeweils der europäischen Konkurrenz geschlagen geben. Sein bestes Resultat war 1962 ein 14. Platz im Slalom. Brunet gewann sechs kanadische Meistertitel (Abfahrt 1962, 1963 und 1964; Riesenslalom 1962; Slalom 1961, Kombination 1964).
Nach Beendigung seiner aktiven Laufbahn blieb Brunet dem alpinen Skisport verbunden. Er wurde 1965 Mitglied der kanadischen Skilehrervereinigung Canadian Ski Instructors' Alliance und arbeitete lange Zeit als Skitrainer. Für seine Verdienste um den Sport wurde er 1999 in die Hall of Fame des Canada Ski Museum aufgenommen.